# Chiaramonte Gulfi
Chiaramonte Gulfi település Olaszországban, Szicília régióban, Ragusa megyében. Lakosainak száma 7988 fő (2023. január 1.). Chiaramonte Gulfi Acate, Comiso, Licodia Eubea, Mazzarrone, Monterosso Almo, Vittoria és Ragusa községekkel határos.

## Népesség
A település lakossága az elmúlt években az alábbi módon változott:
| Lakosok száma | 8196 | 8126 | 7988 |
|               | 2017 | 2018 | 2023 |